# Испанско-перуанские отношения
Испанско-перуанские отношения — двусторонние дипломатические отношения между Испанией и Перу.

## История

### Колониальные времена
В 1532 году на современную территорию Перу прибыли первые испанские конкистадоры во главе с Франсиско Писарро. К 1534 испанцам и их индейским союзникам удалось победить Империю инков и присоединить их территорию к Испанской империи. В 1535 году испанцы основали город Лима, который в 1542 году стал административным центром Вице-королевства Перу, а также именно там размещались правительственные органы большинства южноамериканских территорий Испанской империи. Наместничество состояло из всей местной знати, то есть всех потомков знати инков и королевских панаков. Эти коренные потомки великих прибрежных и андских макроэтнических групп также были признанными дворянами.
В начале 1780-х годов местные индейцы высокогорья подняли восстание под предводительством Тупака Амару II. Индейцы планировали возродить Империю Инков, однако восстание было подавлено испанскими солдатами.

### Война за независимость
Как и многие латиноамериканские народы в начале XIX века перуанцы осознали реальность обрести независимость от Испании. Однако, в отличие от большинства латиноамериканских стран, независимость Перу осуществлялась преимущественно приезжими. 28 июля 1821 года уроженец вице-королевства Рио-де-ла-ПлатаХосе де Сан Мартин объявил о независимости Перу. Фактически страна стала независимой в декабре 1824 года, когда подразделения Симона Боливара вошли в Перу.

### Независимость
В 1864 году Перу вместе с Боливией, Чили и Эквадором объявили войну Испании, когда испанские войска оккупировали острова Чинча недалеко от побережья Перу. Первая тихоокеанская война продолжалась до 1866 года и окончилась после битвы при Кальяо, когда испанцы приняли решение о прекращении войны и отозвали войска в Испанию. В августе 1879 года Испания официально признала независимость Перу и представители обеих стран подписали Договор о мире и дружбе в Париже, тем самым установив дипломатические отношения.
Во время гражданской войны в Испании (1936—1939) посольстве Перу в Мадриде приняло более 370 испанцев и перуанцев, пытавшихся покинуть страну. Поскольку посольство размещало на своей территории испанских граждан, правительственные войска размещали солдат у входа в посольство и консульство Перу и захватывали испанских граждан, пытающихся покинуть посольство. Правительство Перу официально осуждало подобную тактику испанцев. В марте 1938 года из-за подобных очагов напряжённости страны разорвали дипломатические отношения. После того, как генерал Франсиско Франко пришел к власти в Испании, страны восстановили дипломатические отношения в феврале 1939 года. В июне 1939 года Испания и Перу вновь открыли посольства в столицах друг друга.
Правительствами стран подписаны многочисленные двусторонние соглашения, такие как: соглашение о воздушном транспорте и торговых отношениях (1954 год); соглашение о двойном гражданстве (1959 год); соглашение о социальном обеспечении (1964 год) и соглашение о культурном сотрудничестве (1967 год).
В ноябре 1978 года король Испании Хуан Карлос I совершил первый официальный визит в Перу. С тех пор члены королевской семьи и правительственные чиновники Испании неоднократно осуществляли визиты в Перу. В 1991 году президент Перу Альберто Фухимори впервые совершил официальный государственный визит в Испанию.

## Торговля
В 2014 году объём товарооборота между странами составил сумму 1,8 млрд. евро. Экспорт Перу в Испанию: медь, цинк, замороженные ракообразные и морские мидии, фрукты и овощи. Экспорт Испании в Перу: машинное оборудование, электрооборудование, строительная техника и сталь. В Перу представлены испанские интернациональные компании, такие как: Banco Bilbao Vizcaya Argentaria, Grupo Santander, Mapfre, Telefónica и Zara. В 2011 году Перу подписало соглашение о свободной торговле с Европейским союзом (включающим в себя Испанию).

## Дипломатические представительства
- Испания имеет посольство в Лиме[12].
- У Перу имеется посольство в Мадриде, а также генеральные консульства в Барселоне, Бильбао, Севилье и Валенсии[13].